# Rairangpur
Rairangpur (o Kuchaiburi) è una città dell'India di 21.682 abitanti, situata nel distretto di Mayurbhanj, nello stato federato dell'Orissa. In base al numero di abitanti la città rientra nella classe III (da 20.000 a 49.999 persone).

## Geografia fisica
La città è situata a 22° 16' 0 N e 86° 10' 0 E e ha un'altitudine di 247 m s.l.m..

## Società

### Evoluzione demografica
Al censimento del 2001 la popolazione di Rairangpur assommava a 21.682 persone, delle quali 11.062 maschi e 10.620 femmine. I bambini di età inferiore o uguale ai sei anni assommavano a 2.548, dei quali 1.269 maschi e 1.279 femmine. Infine, coloro che erano in grado di saper almeno leggere e scrivere erano 15.634, dei quali 8.693 maschi e 6.941 femmine.